# Ryn
Ryn [rɨn] (deutsch Rhein) ist eine Stadt im Powiat Giżycki der Woiwodschaft Ermland-Masuren in Polen. Sie ist Sitz der gleichnamigen Stadt-und-Land-Gemeinde mit 5640 Einwohnern (Stand 31. Dezember 2020).

## Geographische Lage

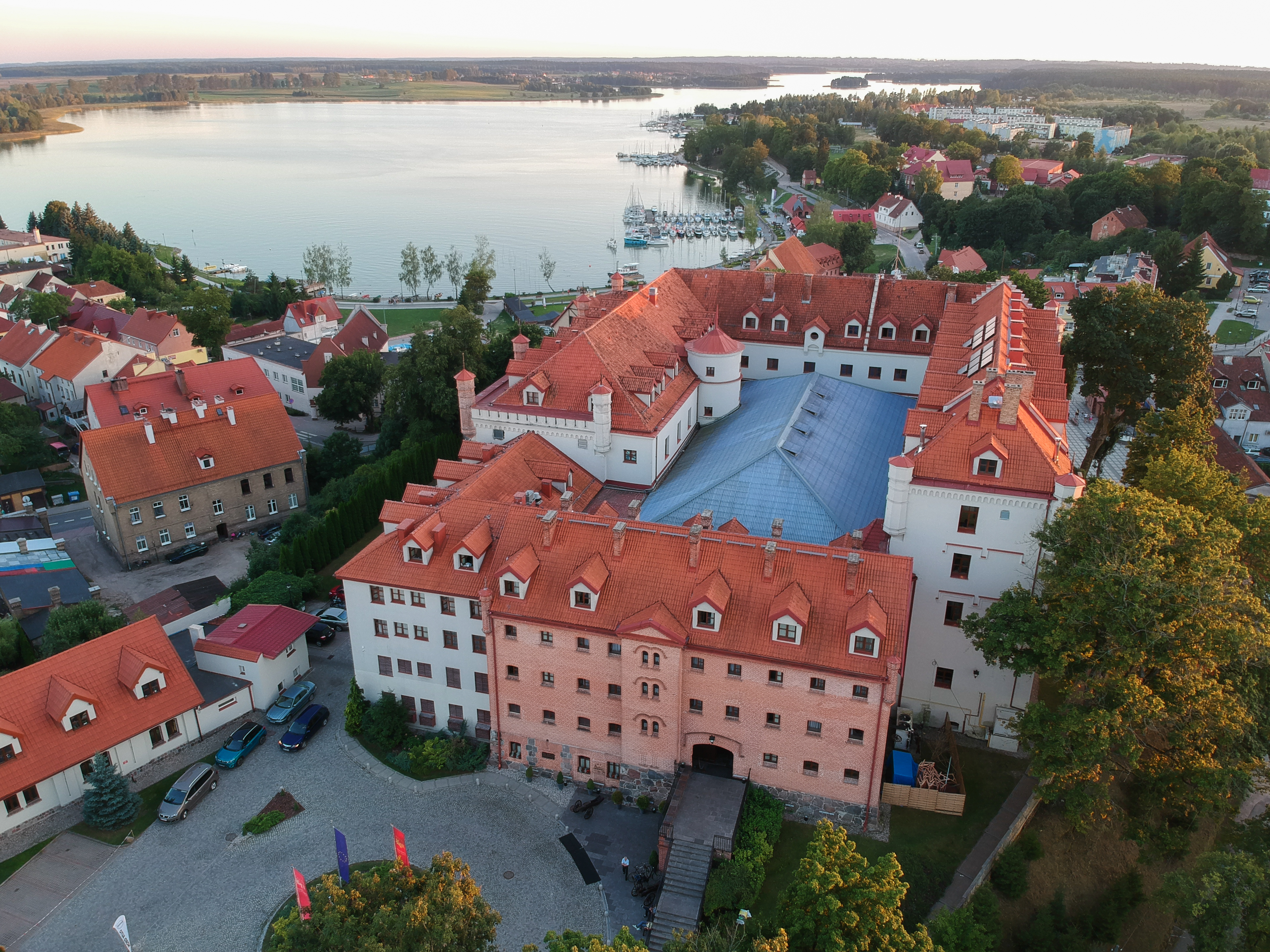
Renovierte Burg Rhein am Rheiner See (Aufnahme 2018)

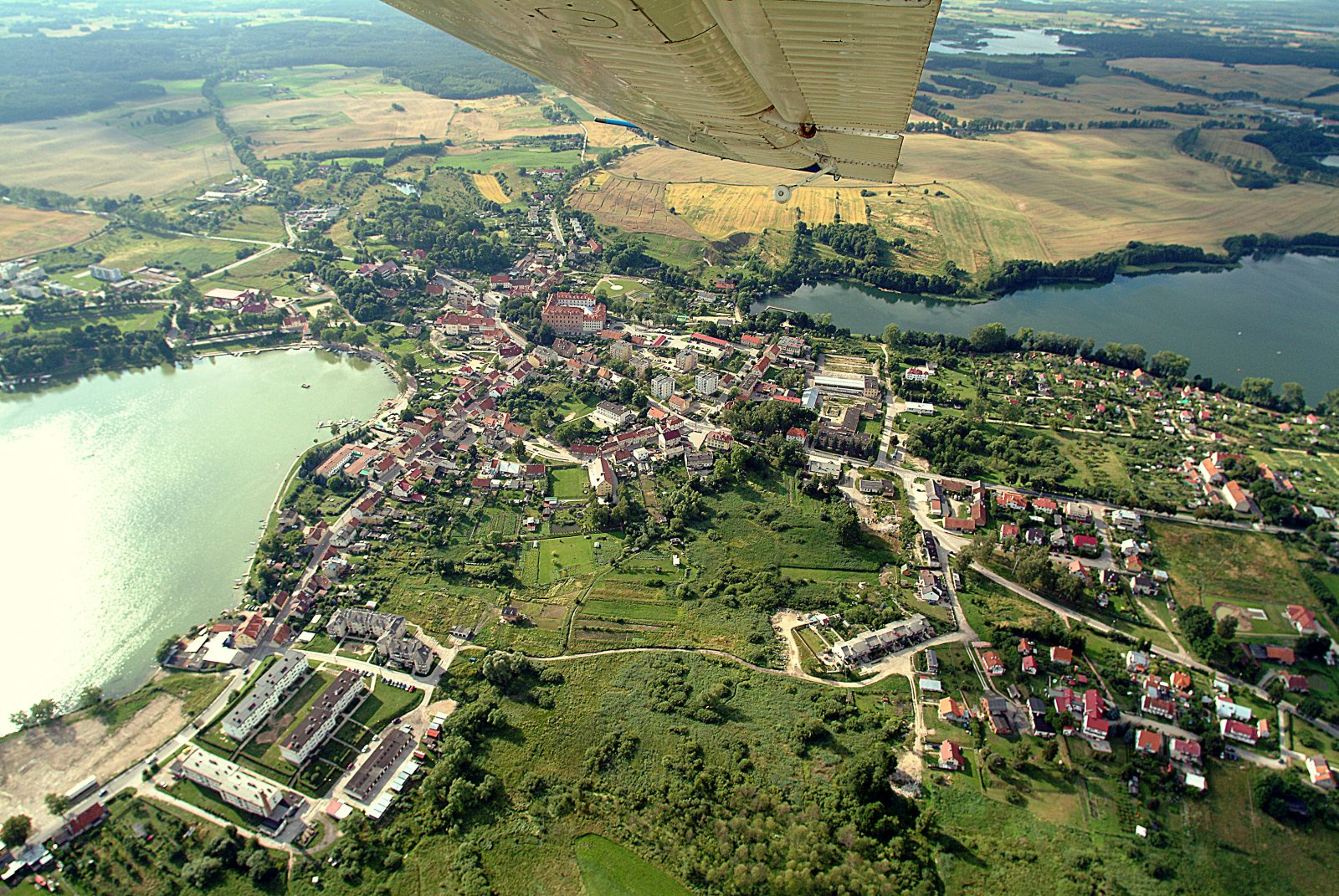
Luftbild des Stadtgebiets

Die Stadt liegt in der historischen Region Ostpreußen, etwa 19 Kilometer südwestlich von Giżycko (Lötzen) auf einer Landenge zwischen dem Jezioro Ołów (Ollofsee) und dem Jezioro Ryńskie (Rheiner See) in Masuren auf einer Höhe von 120 Metern über dem Meeresspiegel.

## Geschichte

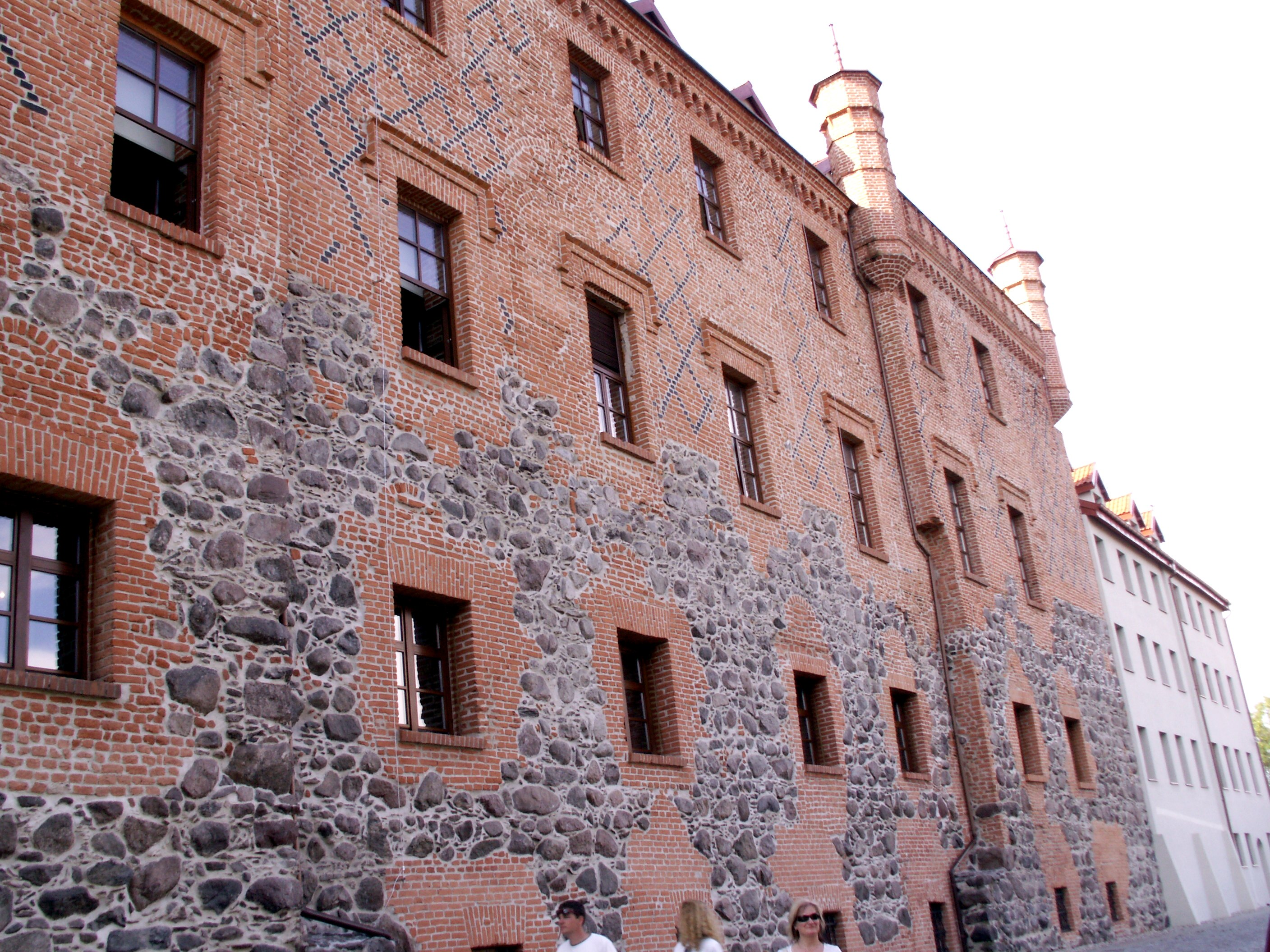
Altes Mauerwerk der 1376 erbauten Burg Rhein, die später stark verändert wurde

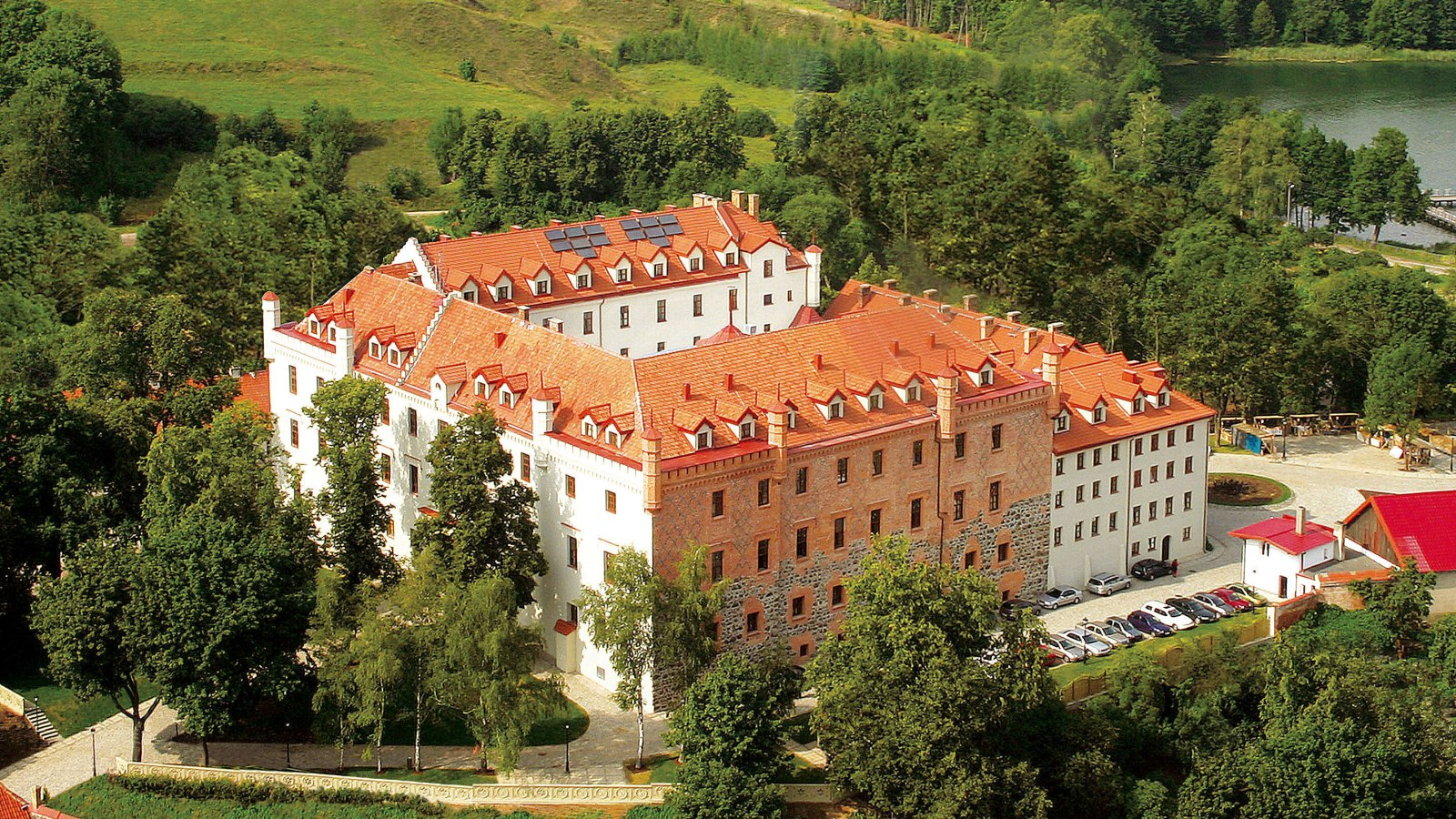
Schloss Rhein nach der Renovierung (Aufnahme 2014)

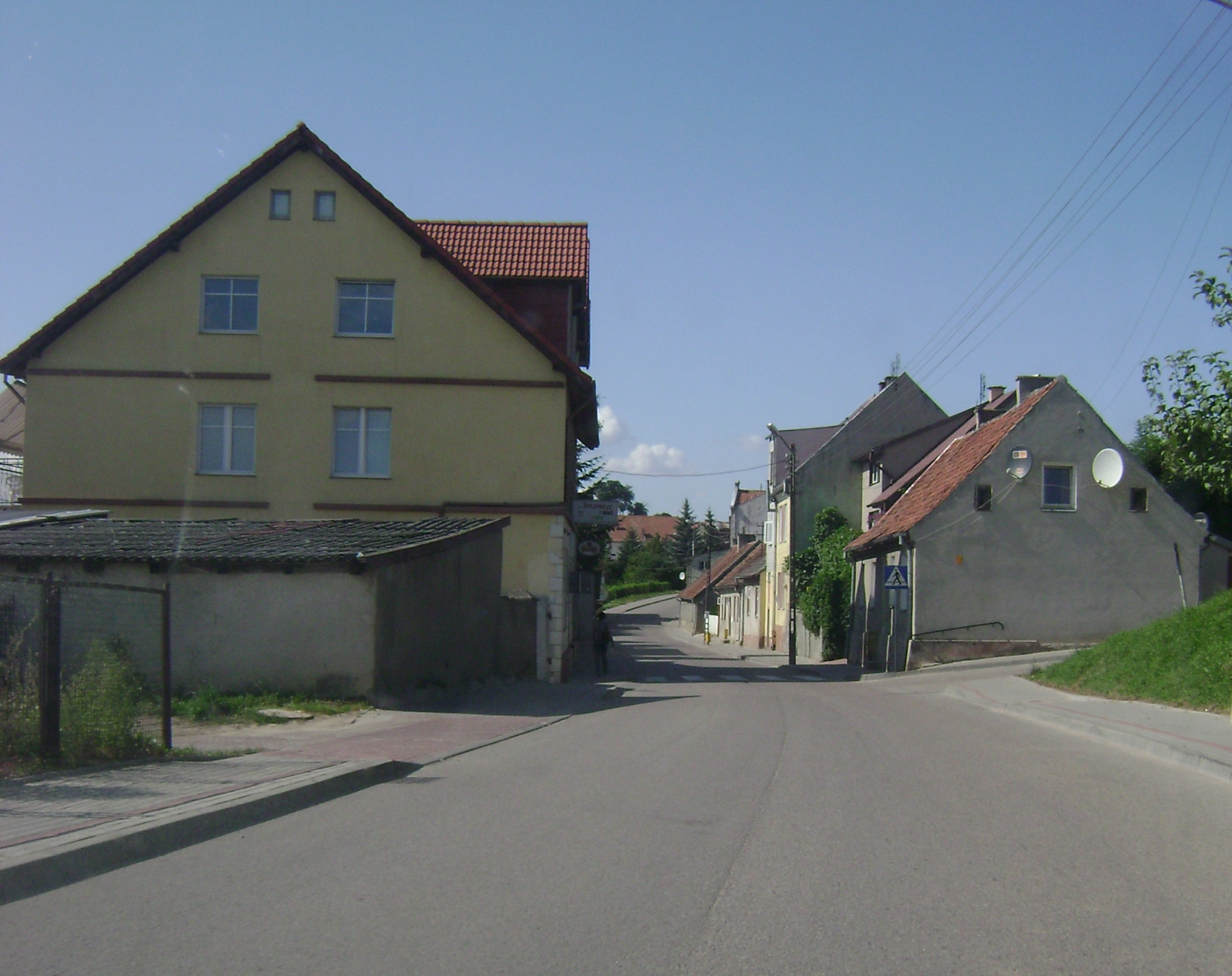
Straßenzug in der Stadt

Im Jahre 1377 ließ der Hochmeister des Deutschen Ordens, Winrich von Kniprode, an der Stelle einer früheren prußischen Wallanlage eine feste Burg zur Ryne (1339 Renus von baltisch renis – Wasserrinne) errichten, die zur Kommende Balga gehörte. Vermutlich entstand zusammen mit der Burg Rhein auch eine Siedlung, die jedoch erst 1405 urkundlich erwähnt wird. Unterhalb des Ordensschlosses verbindet im Stadtzentrum ein unterirdischer Kanal den Matussekteich, eine versandete Bucht des Ollofsees, mit dem Mühlenteich der früheren Ordenshausmühle und dem Rheiner See.
1393 wurde die Kommende Ryne, später Hochdeutsch Rhein, errichtet, die nach 1468 nicht mehr nachweisbar ist. Bekanntester Komtur von Rhein war Rudolf von Tippelskirch, der sich auch bei der Kolonisation Ostpreußens verdient gemacht hatte.
Nach der Säkularisation des Ordensstaates zum Herzogtum Preußen im Jahre 1525 amtierte in Rhein bis 1775 ein Amtshauptmann für das Amt Rhein.
Beim Tatarensturm in Ostpreußen wurde der Ort am 7. Februar 1657 geplündert, niedergebrannt und zahlreiche Bewohner wurden verschleppt. Von 1709 bis 1711 wurde Rhein von der Großen Pest heimgesucht.
Trotz dieser Rückschläge verlieh Friedrich Wilhelm I. dem Ort im Jahre 1723 das Stadtrecht. Ausschlaggebend dafür war die Funktion Rheins als Verwaltungszentrum für einen größeren ländlichen Raum.
Während der Napoleonischen Kriege fanden in Rhein Einquartierungen statt.
Im 19. und 20. Jahrhundert stagnierte die Entwicklung der Stadt. Erst 1902 erhielt Rhein eine Eisenbahnverbindung, jedoch nur über eine von den Rastenburger Kleinbahnen betriebene schmalspurige Nebenstrecke. Am Anfang des 20. Jahrhunderts hatte Rhein eine evangelische Kirche und ein Amtsgericht; am Ort gab es auch ein Frauengefängnis und eine Zementwarenfabrik.
Aufgrund der Bestimmungen des Versailler Vertrags stimmte die Bevölkerung im Abstimmungsgebiet Allenstein, zu dem Rhein gehörte, am 11. Juli 1920 über die weitere staatliche Zugehörigkeit zu Ostpreußen (und damit zu Deutschland) oder den Anschluss an Polen ab. In Rhein stimmten 1.460 Einwohner für den Verbleib bei Ostpreußen, auf Polen entfiel keine Stimme. Bis 1945 gehörte die Stadt zum Deutschen Reich (Ostpreußen). Von 1818 bis 1945 gehörte Rhein dem Landkreis Lötzen an.
Gegen Ende des Zweiten Weltkriegs besetzte im Januar 1945 die Rote Armee die Region. Bald darauf wurde Rhein zusammen mit der südlichen Hälfte Ostpreußens unter polnische Verwaltung gestellt. Rhein erhielt den polnischen Ortsnamen Ryn. Soweit die Einwohner nicht geflüchtet waren, wurden sie in der darauf folgenden Zeit größtenteils vertrieben.

### Wappen
Blasonierung: „In Silber auf grünem Boden ein ruhender, schwarzer Hirsch vor einem grünen Laubbaum.“
Dies Abzeichen der alten Komturei Reyn wurde der Stadt von König Wilhelm I. am 7. Februar 1880 verliehen.

### Demographie
| Jahr | Einwohner  | Anmerkungen |
| ---- | ---------- | --- |
| 1782 | gegen 1000 | ohne die Garnison, die aus einer Schwadron Husaren besteht |
| 1802 | 1269       | [ 6 ] |
| 1810 | 1260       | [ 6 ] |
| 1816 | 1271       | davon 159 wirkliche Bürger |
| 1818 | 1175       | [ 7 ] |
| 1821 | 1336       | in 144 Privatwohnhäusern |
| 1831 | 1058       | meist Polen |
| 1852 | 1505       | [ 9 ] |
| 1867 | 2325       | am 3. Dezember |
| 1871 | 2211       | am 1. Dezember, davon 2139 Evangelische, 41 Katholiken, drei sonstige Christen und 28 Juden; nach anderen Angaben 2210 Einwohner, darunter 500 Polen                                                                                |
| 1875 | 2340       | [ 12 ] |
| 1880 | 2226       | [ 12 ] |
| 1885 | 2285       | [ 12 ] |
| 1905 | 1923       | [ 2 ] |
| 1910 | 1920       | am 1. Dezember, davon 1764 Evangelische, 19 Katholiken, 30 sonstige Christen und 21 Juden (1661 mit deutscher, 42 mit polnischer und 131 mit masurischer Muttersprache, 73 Einwohner benutzen die deutsche und eine andere Sprache) |
| 1933 | 2290       | [ 12 ] |
| 1939 | 2274       | [ 12 ] |
| 1946 | 701        | am 1. Juni 1946, davon 139 „Repatrianten“ und 202 „Umsiedler“ (neu angesiedelte Polen), 429 „Masuren und Ermländer“ (Autochthone), 31 Deutsche                                                                                      |

| Jahr      | 2004 | 2019 |
| --------- | ---- | ---- |
| Einwohner | 3062 | 5686 |

## Kirche

### Evangelisch

#### Kirchengebäude/Kapelle
In Rhein entstand in den Jahren 1602 bis 1604 an der Stelle einer früheren Kirche ein Gotteshaus, das zwischen 1871 und 1876 durch Beigabe neugotischer Formen und einen hohen Turm umgebaut wurde. Von der alten Ausstattung blieb nur wenig übrig. Am 1. Dezember 1940 brannte das Gebäude ab, ein Wiederaufbau erfolgte nicht.
Heute nutzt die kleine evangelisch-lutherische Gemeinde ein Einfamilienhaus mit eingebautem Kirchsaal als Kapelle.

#### Kirchengemeinde
Seit dem Jahre 1528 gibt es in Rhein eine evangelische Kirchengemeinde. Ihr war ein weitgefächertes Kirchspiel zugeordnet, in dem im Jahre 1925 nahezu 6000 Gemeindeglieder wohnten. Die Kirchengemeinde war bis 1945 Teil des Kirchenkreises Lötzen in der Kirchenprovinz Ostpreußen der Kirche der Altpreußischen Union.
Heute existiert in Ryn eine kleine Gemeinde, die ihre eigene Kapelle nutzt. Sie gehört zur Diözese Masuren der Evangelisch-Augsburgischen Kirche in Polen. Ryn ist wie vor dem Krieg Pfarrsitz; zugeordnet sind die Kapelle in Sterławki Wielkie (Groß Stürlack) und die Kapelle in Koczarki (Kotzargen, 1929 bis 1945 Eichhöhe).

### Katholisch

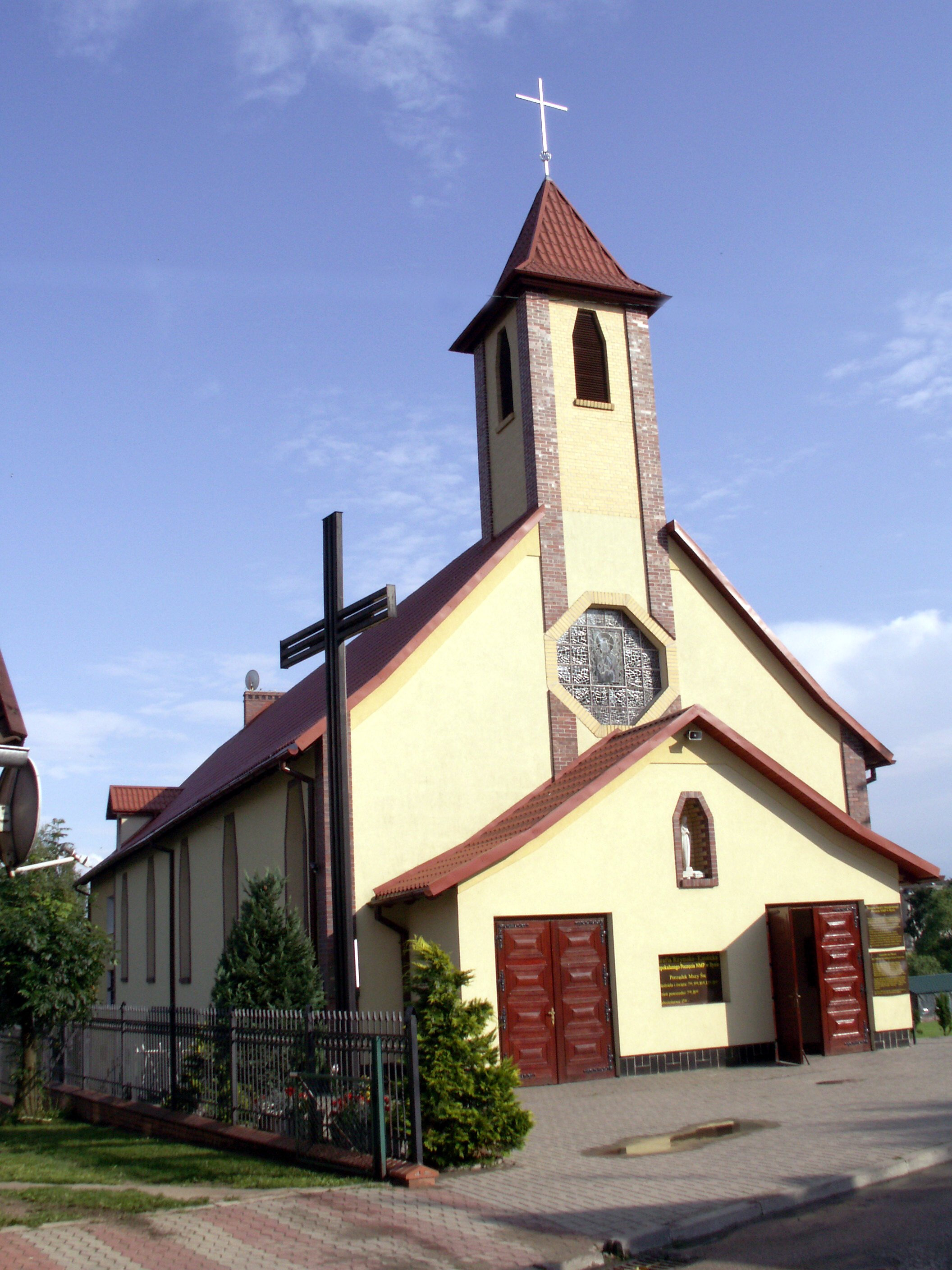
Die Kirche Unbefleckte Empfängnis Mariä in Ryn

Vor 1945 gehörten die Katholiken in Rhein zur Pfarrei St. Adalbert in Sensburg (polnisch Mrągowo) des Bistums Ermland.
Heute gibt es in Ryn ein eigenes Gotteshaus, die Kościół Niepokalanego Poczęcia Najświętszej Maryi Panny (Kirche Unbefleckte Empfängnis Mariä). Als Pfarrkirche ist sie mit ihren Filialkirchen in Monetki (Sophienthal) und Ławki (Lawken, 1938 bis 1945 Lauken) Teil des Dekanats Św. Szczepana Męczennika in Giżycko (Lötzen) im Bistum Ełk der römisch-katholischen Kirche in Polen.

## Gemeinde
Zur Stadt-und-Land-Gemeinde (gmina miejsko-wiejska) Ryn gehören die Stadt selbst und 19 Dörfer mit Schulzenämtern.

### Partnerschaften
Es bestehen partnerschaftliche Beziehungen zur
- Rajongemeinde Jurbarkas, Bezirk Tauragė (Tauroggen), Litauen (seit 2001)
- Gemeinde Amt Neuhaus, Land Niedersachsen, Deutschland (seit 2006).

## Verkehr
Hauptverkehrsadern sind die Landesstraße DK59 (einstige deutsche Reichsstraße 140) von Giżycko (Lötzen) über Mrągowo (Sensburg) nach Rozogi (Friedrichshof) und die sie in der Stadt Ryn kreuzende Woiwodschaftsstraße DW642 von Sterławki Wielkie (Groß Stürlack) nach Woźnice (Wosnitzen).
Die Stadt Rhein erhielt relativ spät Anschluss an das ostpreußische Schienennetz. Am 8. November 1903 rollte der erste Zug der Rastenburger Kleinbahnen von Rastenburg (polnisch Kętrzyn) über Reimsdorf (Słakowo) im Kreis Rastenburg und Salpkeim (Salpik)h im Kreis Sensburg nach Rhein im Kreis Lötzen. Nach mehrjähriger Unterbrechung in den ersten Jahren nach dem Zweiten Weltkrieg wurde der Verkehr auf dieser Strecke noch bis zum 1. Juni 1971 betrieben.
Heute ist Ryn über Sterławki Wielkie als einziger Bahnstation – an der Bahnstrecke Głomno–Białystok gelegen – mit dem Schienennetz der Polnischen Staatsbahn (PKP) verbunden.
Ryn ist auch auf den Wasserwegen der Seenplatte per Hausboot erreichbar. Eine moderne Ecomarina steht den Seglern und Hausbootfahrern zur Verfügung.
Anschluss an den Luftverkehr bietet der allerdings weit entfernt liegende und langwierig zu erreichende Flughafen in Danzig.

## In Ryn geborene Persönlichkeiten
- Adam Nietzki (1714–1780), Mediziner
- Johann von Giese (1785–1855), Generalmajor
- Bruno Hofer (1861–1916), Ichthyologe
- Ernst Rossius-Rhyn (1874–1939), Architekt
- Elfriede Raphael (* 1941), deutsche Malerin und Grafikerin
- Doris Kilias (1942–2008), Übersetzerin